# Johann Christian Günther
Pour les articles homonymes, voir Günther.
Johann Christian Günther (8 avril 1695 – 15 mars 1723) est un poète allemand originaire de Striegau, en Basse-Silésie. Après avoir fréquenté le gymnase à Schweidnitz, il est envoyé en 1715 par son père, médecin de campagne, pour étudier la médecine à Wittenberg ; mais il est paresseux et dissipé, n'ayant aucun goût pour cette profession, et rompt complètement avec sa famille. En 1717, il se rend à Leipzig, où il est recueilli par Johann Burkhard Mencke (1674-1732), qui a reconnu son génie ; là, il publie un poème sur la paix de Passarowitz (conclu entre l'empereur d'Allemagne et de la Porte en 1718) qui lui fait acquérir une certaine renommée. Une recommandation de Mencke à Frédéric-Auguste II de Saxe, roi de Pologne, s'avère être une erreur, puisque le poète arrive saoul. À partir de ce moment, il mène une vie incertaine, s'enfonçant toujours plus profondément dans le bourbier de la misère, jusqu'à sa mort à Iéna le 15 mars 1723, à 27 ans. Goethe estime que Günther a été un poète dans le sens le plus complet du terme. L'ensemble de ses poèmes témoigne d'une vive et profonde sensibilité, de beaucoup d'imagination, d'une certaine présence d'esprit et d'une vraie oreille pour la mélodie et le rythme ; néanmoins, un certain cynisme est présent dans la plupart d'entre eux, ainsi que des mots d'esprit insipides ou grossiers.